# Ismael Girard
Ismael Girard (Gensac, Gironda, Aquitània 1898 - Tolosa 1976) fou un escriptor i metge occità. Fou un dels impulsors de l'occitanisme anterior a la Segona Guerra Mundial. El 1923 fundà amb Camil Soula la revista Òc i fou un dels artífexs de la Societat d'Estudis Occitans. El 1945 la SEO es transformà en l'Institut d'Estudis Occitans, amb el que va col·laborar però se'n separà el 1964 per raons d'orientació.
El 1928 va realitzar amb Josep Carbonell i Gener el famós exemplar de l'Amic de les Arts sobre la poesia occitana, i col·laborà també amb l'Oficina de Relacions Meridionals de la Generalitat de Catalunya. Publicà poesies en gascó amb el pseudònim Delfin Dario.